# 고리엔역
고리엔역(일본어: 香里園駅)은 일본 오사카부 네야가와시에 위치한 게이한 전기철도 게이한 본선의 역이다. 역 번호는 KH18이다.

## 역 구조
대피 설비를 갖고 섬식 승강장 2면 4선의 교상역이다. 개찰구는 1개소뿐이다.
역 입구의 엘리베이터 시설은 서쪽 출입구로 1기, 동쪽 출입구에는 역에 직결의 후레스토에 1기 설치되어 있다. 또, 부도 야오히라카타 선에서 슬로프가 마련되어 있다. 8번 출입구가 에스컬레이터에서 보행자 데크를 경유하여 간사이 의대 고리엔 병원과 직결된다.

### 승강장
| 번호 | 노선          | 방향 | 행선                                               |
| ---- | ------------- | ---- | -------------------------------------------------- |
| 1・2 | ■ 게이한 본선 | 상행 | 히라카타시・주쇼지마・산조・데마치야나기 방면      |
| 3・4 | ■ 게이한 본선 | 하행 | 모리구치시・교바시・요도야바시・나카노시마 선 방면 |

- 지형 관계상, 홀수 번선(1,3번 선)이 본선, 짝수 번선(2,4번 선)이 대피선이다. 모든 승강장이 8량 편성 정차 가능하다.
- 2번 선은 오사카 방면으로의 출발도 가능한 구조로 되어 있다[1]. 또, 3,4번 선에서 교토 방면에의 출발도 가능하다.

## 이용 현황
| 연도별 1일 평균 하차 승차 인원 | 연도별 1일 평균 하차 승차 인원 | 연도별 1일 평균 하차 승차 인원 | 연도별 1일 평균 하차 승차 인원 |
| 연도                           | 특정일                         | 특정일                         | 특정일                         |
| 연도                           | 조사일                         | 하차 인원                      | 승차 인원                      |
| ------------------------------ | ------------------------------ | ------------------------------ | ------------------------------ |
| 1990년                         | 11/6                           | 80,803                         | 41,245                         |
| 1991년                         | -                              | -                              | -                              |
| 1992년                         | 11/10                          | 80,148                         | 40,614                         |
| 1993년                         | -                              | -                              | -                              |
| 1994년                         | -                              | -                              | -                              |
| 1995년                         | 11/21                          | 74,373                         | 37,141                         |
| 1996년                         | -                              | -                              | -                              |
| 1997년                         | -                              | -                              | -                              |
| 1998년                         | 11/10                          | 70,407                         | 35,443                         |
| 1999년                         | -                              | -                              | -                              |
| 2000년                         | 11/7                           | 67,614                         | 34,196                         |
| 2001년                         | -                              | -                              | -                              |
| 2002년                         | 12/10                          | 64,781                         | 32,696                         |
| 2003년                         | 10/28                          | 65,769                         | 33,006                         |
| 2004년                         | 11/9                           | 64,509                         | 32,345                         |
| 2005년                         | 11/8                           | 63,951                         | 31,948                         |
| 2006년                         | 11/7                           | 61,709                         | 30,896                         |
| 2007년                         | 11/13                          | 62,295                         | 31,163                         |
| 2008년                         | 11/11                          | 62,230                         | 31,172                         |
| 2009년                         | 11/10                          | 59,900                         | 29,782                         |
| 2010년                         | 11/9                           | 60,893                         | 30,511                         |
| 2011년                         | 11/1                           | 60,597                         | 30,255                         |
| 2012년                         | 10/31                          | 59,559                         | 29,686                         |
| 2013년                         | 11/12                          | 57,808                         | 28,818                         |
| 2014년                         | 11/11                          | 59,276                         | 29,629                         |
| 2015년                         | 11/10                          | 59,421                         | 29,686                         |

## 역 주변
- 후레스토 고리엔점 - 역으로부터 직결
- 간사이 의과 대학 고리 병원
- 네야가와 시청 고리엔 시티 스테이션
- 간사이 의과 대학 고리 병원
- 온쿄 주식회사 본사

## 인접역
| 게이한 전기철도 ■ 게이한 본선   | 게이한 전기철도 ■ 게이한 본선                                    | 게이한 전기철도 ■ 게이한 본선       |
| ------------------------------- | ---------------------------------------------------------------- | ----------------------------------- |
| KH17 네야가와시 요도야바시 방면 | ■ 통근 쾌속 (평일 하행 운전) ■ 쾌속 급행 ■ 심야 급행 (상행 운전) | 히라카타시 KH21 데마치야나기 방면   |
| KH17 네야가와시 요도야바시 방면 | ■ 급행                                                           | 히라카타코엔 KH20 데마치야나기 방면 |
| KH03 덴마바시 요도야바시 방면   | ■ 통근 준특급 (평일 하행 운전) ■ 준특급 ■ 구간 급행 ■ 보통       | 고젠지 KH19 데마치야나기 방면       |